# Guillaume Bodinier
Guillaume Bodinier (Angers, 1795. február 9. – Angers, 1872. augusztus 25.) francia történelmi és portréfestő. 

## Életpályája
Rómában tanult Pierre-Narcisse Guérin irányítása alatt. 1827 és 1857 között a Salonban állított ki. Hosszú itáliai tartózkodás után visszatért szülővárosába, ahol a múzeum igazgatója lett. 1872-ben ott is hunyt el. Legjobb munkája az 1836-ban festett „Úrangyala Campagnano di Romában”, amely korábban az orléans-i herceg gyűjteményében volt.

## Műveiből

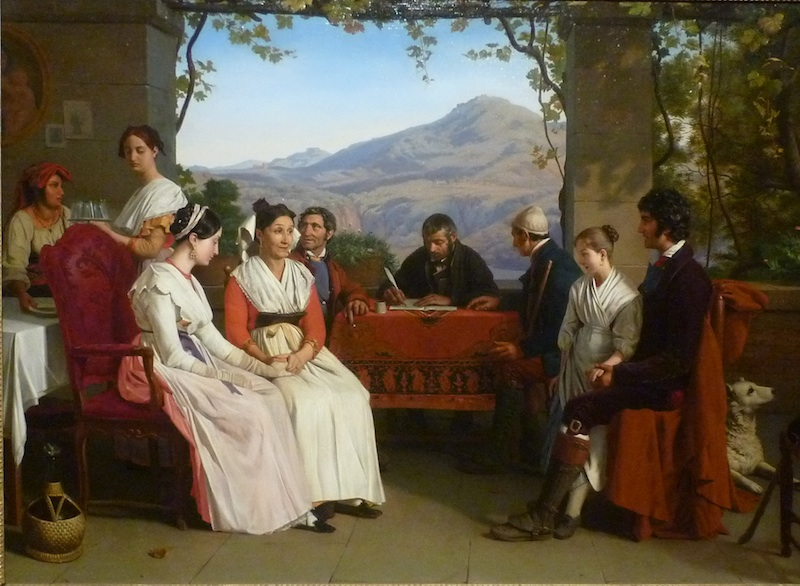
A házassági szerződés Itáliában, 1831, Louvre
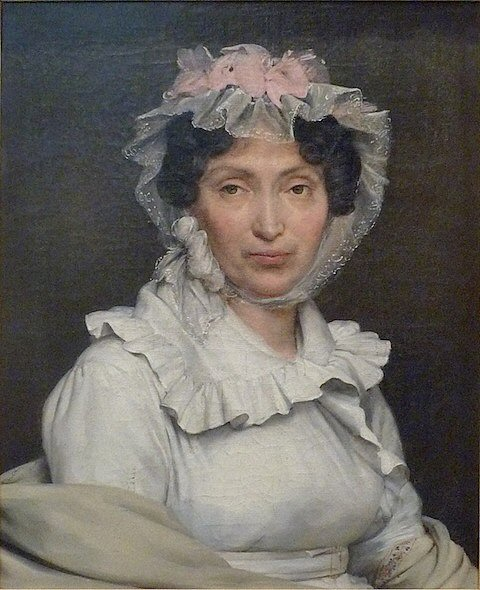
Bodinier Morel portréja
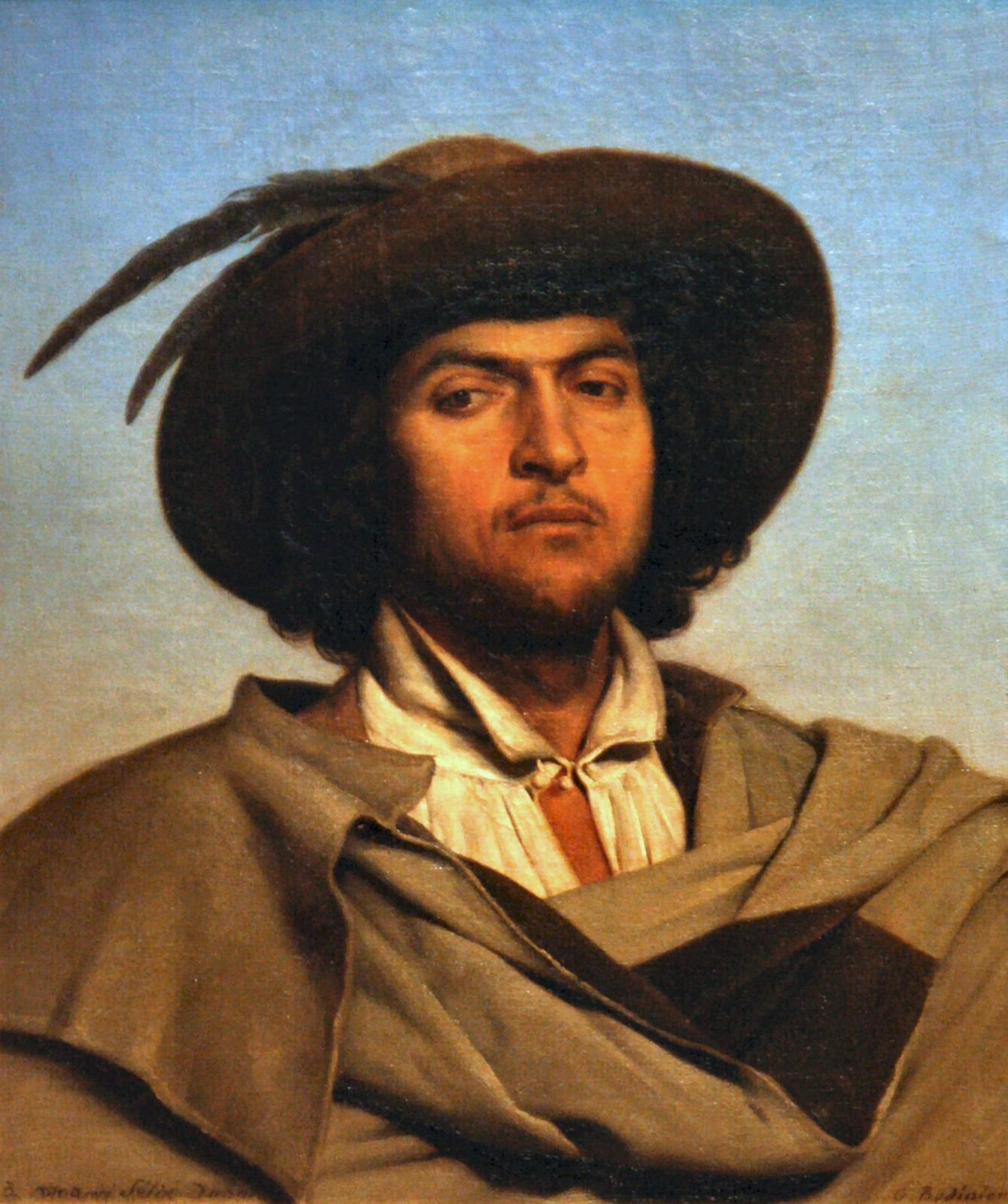
Favágó Tivoli környékén (1823)
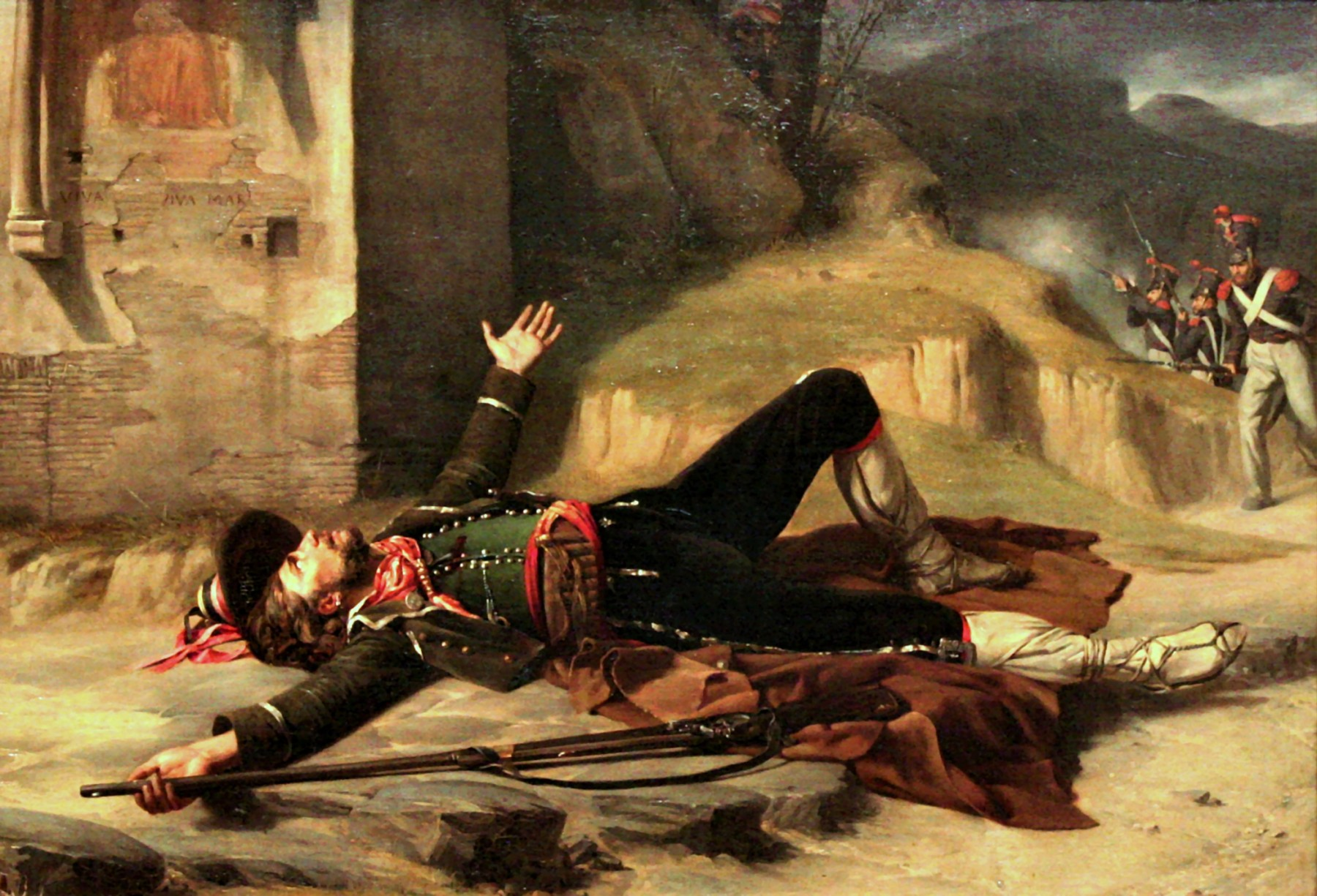
Haldokló rabló (1824)
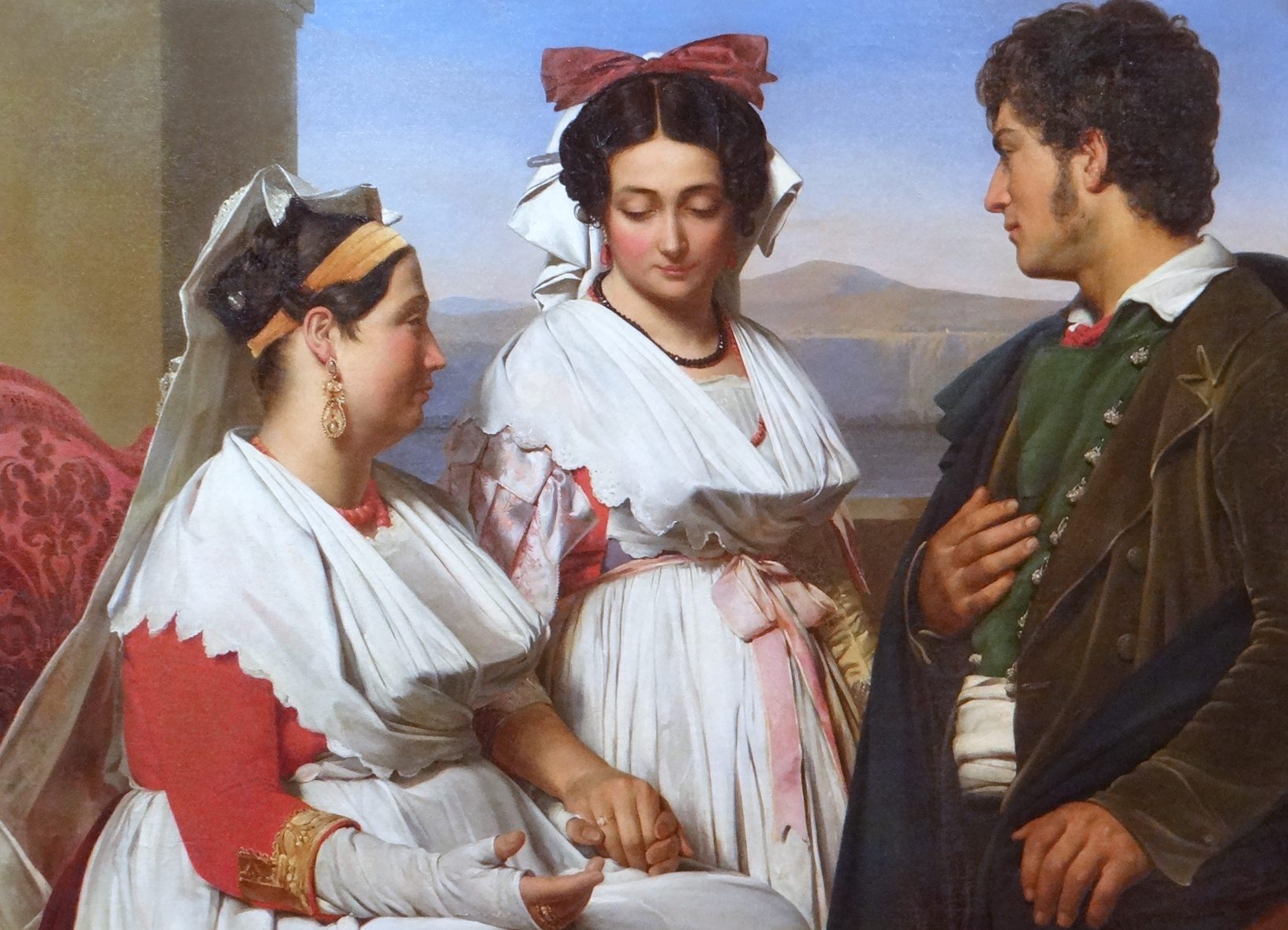
Leánykérés, angers-i múzeum
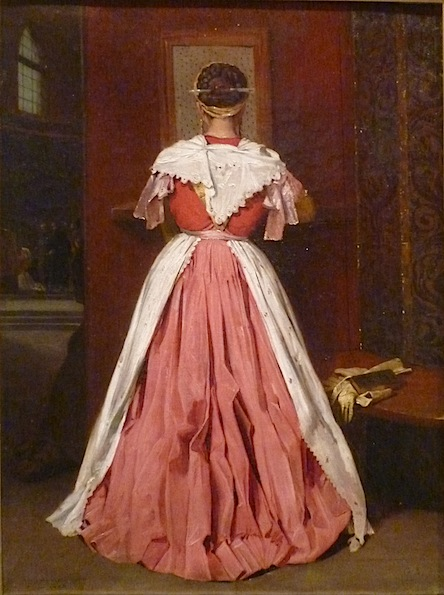
Frascati parasztasszony a gyóntatószékben
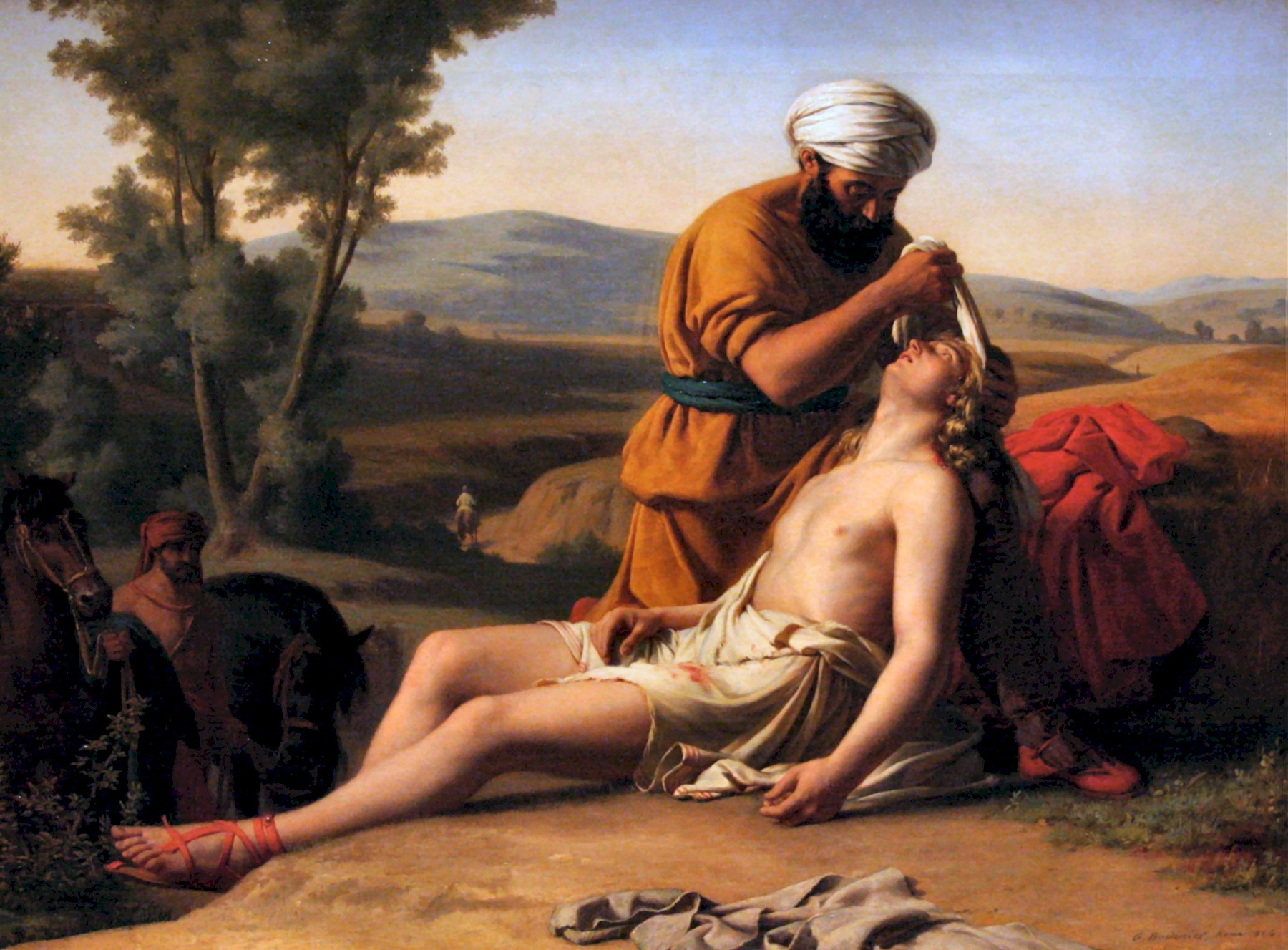
Irgalmas szamaritánus (1826)
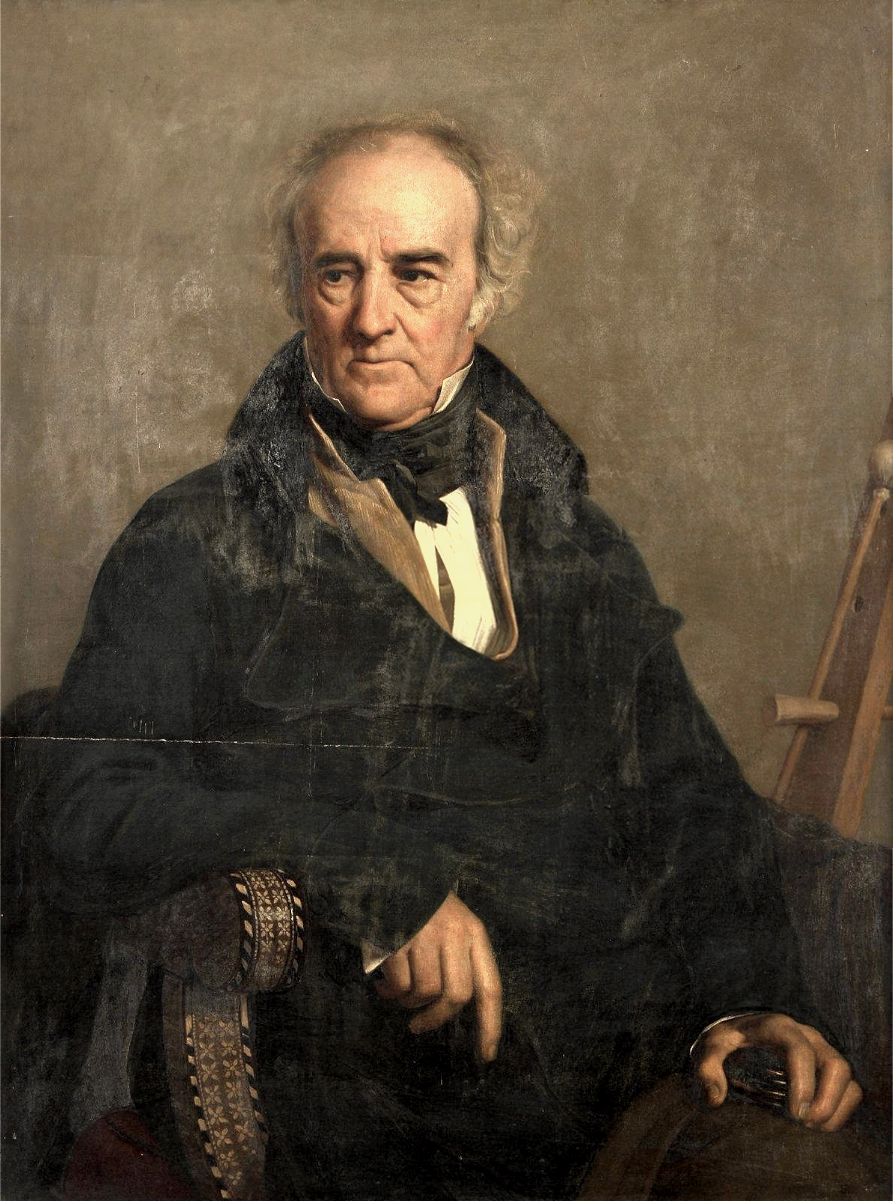
Nicolas-Didier Boguet (1755–1839)
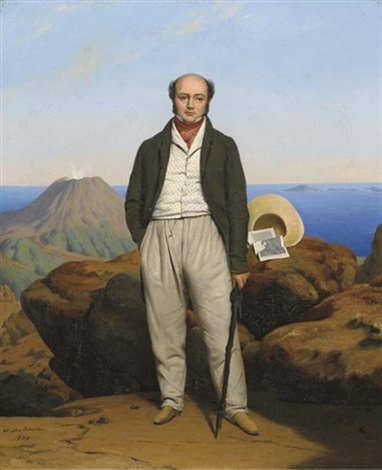
Casimir Lecomte a Stromboli előtt
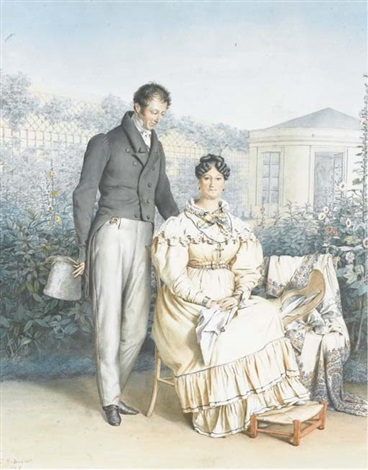
Pár a kertben (1828)
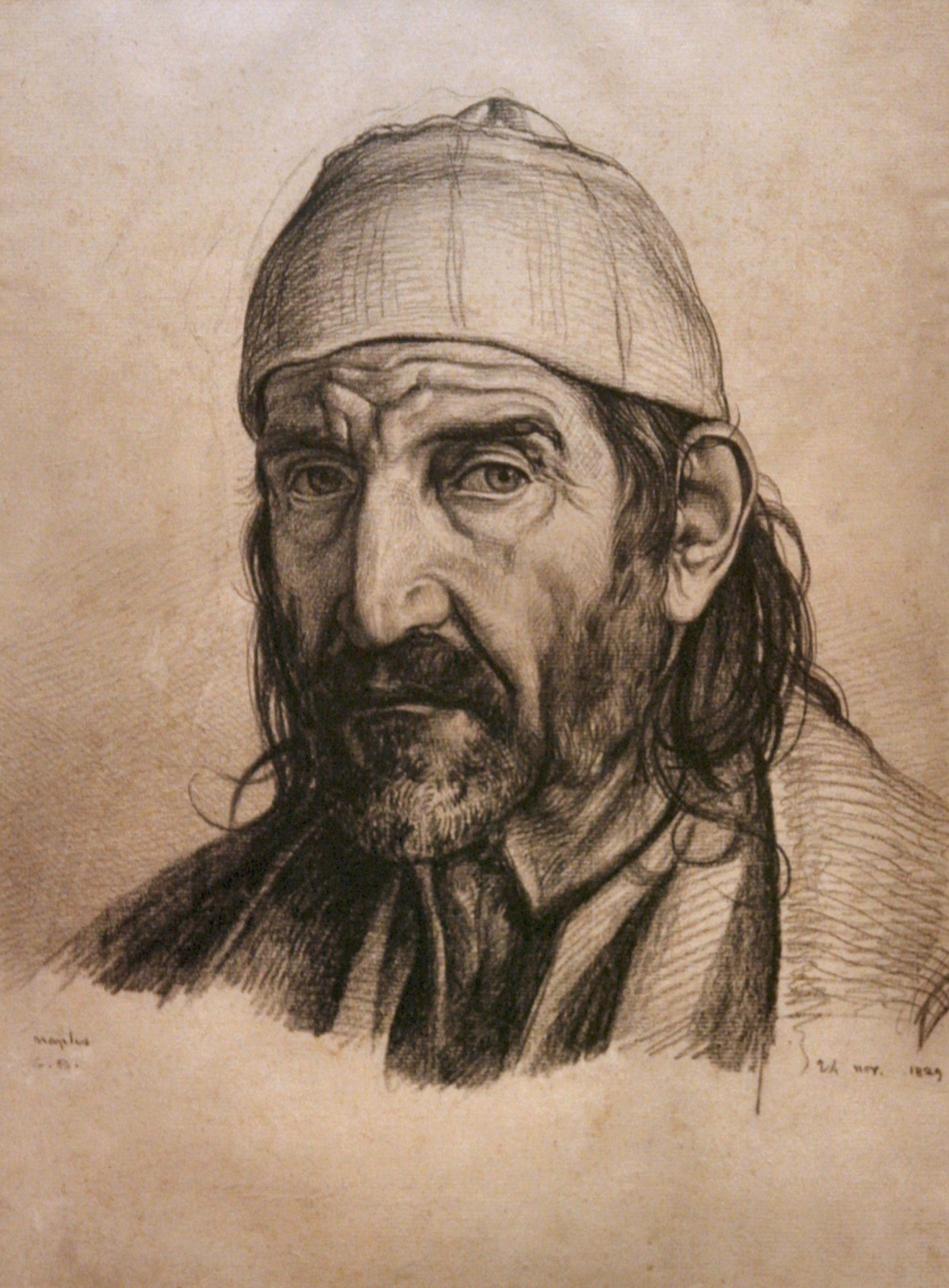
Nápolyi férfi (1829)
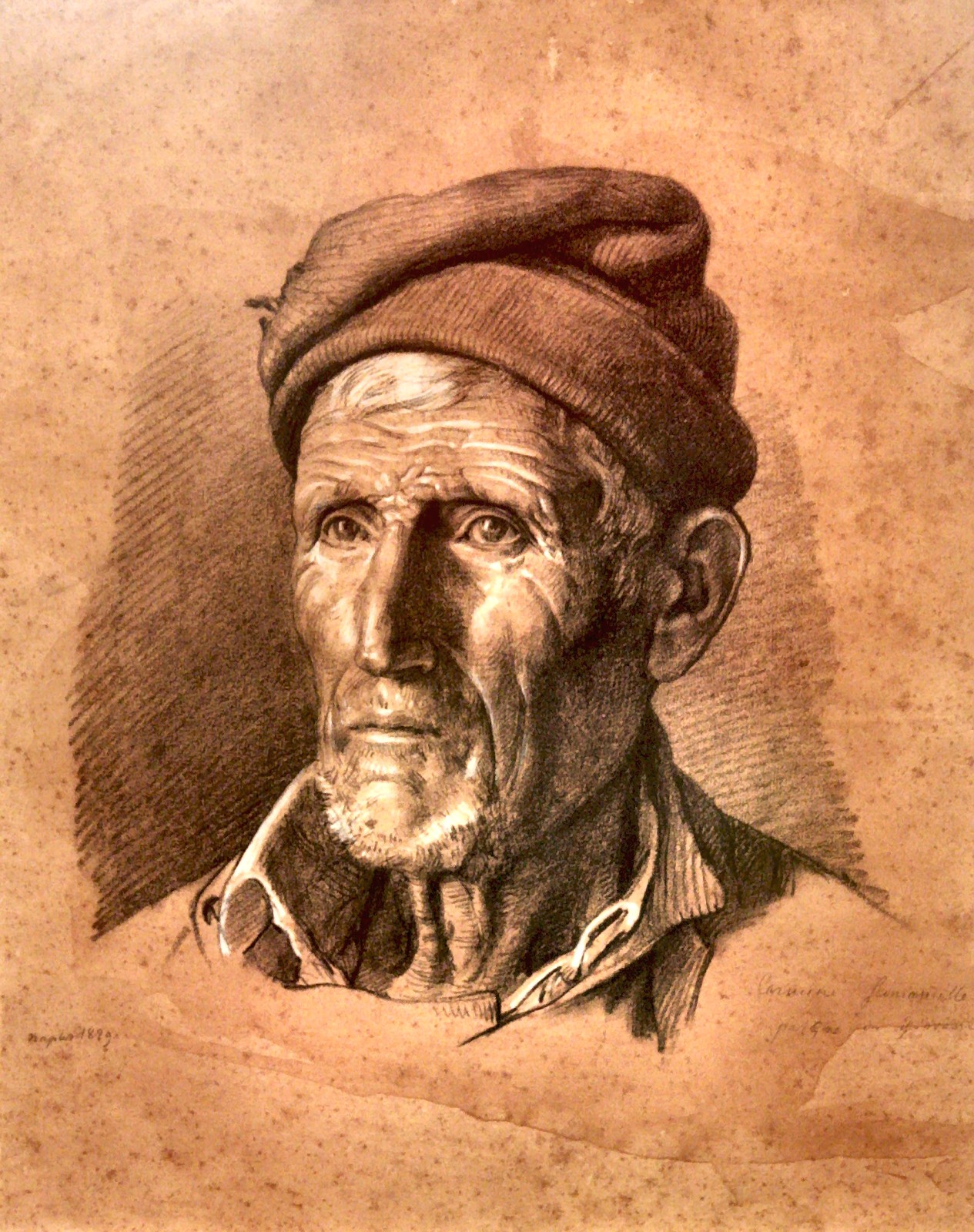
Carmine Scognamille, Nápoly, 1829

## Fordítás
- Ez a szócikk részben vagy egészben  a   Guillaume Bodinier című angol Wikipédia-szócikk ezen változatának fordításán alapul.  Az eredeti cikk szerkesztőit annak laptörténete sorolja fel. Ez a jelzés csupán a megfogalmazás eredetét és a szerzői jogokat jelzi, nem szolgál a cikkben szereplő információk forrásmegjelöléseként.